# مدعر (الشعر)

تعديل مصدري - تعديل

مدعر محلة تابعة لقرية الردى، التابعة لعزلة الا ملؤك بمديرية الشعر إحدى مديريات محافظة إب في الجمهورية اليمنية، بلغ تعداد سكانها 22 حسب تعداد اليمن لعام 2004.